# NGC 2139
NGC 2139 je galaksija u zviježđu Zecu.

## Vanjske poveznice
- SEDS: NGC 2139